# 987
| [ Edytuj tabelę ]              |                                                      |
| Książę Polski                  | - 960 Mieszko I 992                                  |
| Król Anglii                    | - 978 Ethelred II Bezradny 1016                      |
| Hrabia Aragonii i król Nawarry | - 970 Sancho II 994                                  |
| Hrabia Barcelony               | - 947 Borrell II 992                                 |
| Książę Bawarii                 | - 985 Henryk II Kłótnik 995                          |
| Książę Burgundii               | - 965 Odo-Henryk 1002                                |
| Cesarz Bizancjum               | - 976 Bazyli II Bułgarobójca 1025                    |
| Car Bułgarii                   | - 977 Roman 997 - 976 Samuel Komitopul 1014          |
| Cesarz Chin                    | - 976 Song Taizong 997                               |
| Książę Czech                   | - 972 Bolesław II Pobożny 999                        |
| Król Danii                     | - 958 Harald Sinozęby 987 - 987 Swen Widłobrody 1014 |
| Władca Egiptu                  | - 975 Al-Aziz 996                                    |
| Król Francji                   | - 987 Hugo Kapet 996                                 |
| Król Franków zachodnich        | - 986 Ludwik V Gnuśny 987                            |
| Król Gruzji                    | - 961 Dawid III 1001                                 |
| Hrabia Holandii                | - 939 Dirk II 988                                    |
| Cesarz Japonii                 | - 986 Ichijō 1011                                    |
| Kalif                          | - 974 At-Ta’i 991                                    |
| Hrabia Kastylii                | - 970 Garcia I Fernandez 995                         |
| Król Khmerów                   | - 968 Dżajawarman V 1001                             |
| Wielki książę Kijowa           | - 978 Włodzimierz I Wielki 1015                      |
| Patriarcha Konstantynopola     | - 984 Mikołaj II Chryzoberges 996                    |
| Władca Korei                   | - 981 Sŏngjong 997                                   |
| Król Leónu                     | - 984 Bermudo II 999                                 |
| Król Munsteru                  | - 978 Brian Śmiały 1014                              |
| Król Norwegii                  | - 974 Harald Sinozęby 987 - 987 Swen Widłobrody 994  |
| Hrabia Palatynatu              | - 945 Hermann Pusillus 994                           |
| Papież                         | - 985 Jan XV 996                                     |
| Hrabia Portugalii              | - 950 Gonçalo Mendes 999                             |
| Książę Saksonii                | - 973 Bernard I 1011                                 |
| Król Szkocji                   | - 971 Kenneth II 995                                 |
| Król Szwecji                   | - 970 Eryk Zwycięski 995                             |
| Doża Wenecji                   | - 979 Tribuno Memmo 991                              |
| Książę Węgier                  | - 970 Gejza 997                                      |
| Cesarz Wietnamu                | - 980 Lê Hoàn 1005                                   |

Rok 987 / CMLXXXVII
stulecia: IX wiek ~
X wiek ~
XI wiek

lata: 977 «
982 «
983 «
984 «
985 «
986 «
987
» 988
» 989
» 990
» 991
» 992
» 997

## Wydarzenia na świecie
- 3 lipca – w wyniku elekcji królem został syn Hugona Wielkiego, Hugo Kapet, początek dynastii Kapetyngów we Francji.

- Stłumienie przy pomocy ruskich Waregów rewolty Bardasa Fokasa i Bardasa Sklerosa wymierzonej przeciw cesarzowi bizantyjskiemu Bazylemu II.

## Urodzili się
- Bezprym, władca Polski, pierworodny syn Bolesława Chrobrego (data sporna lub przybliżona) (ur. prawdopodobnie w 986 lub 987; zm. 1032)

## Zmarli
- 10 stycznia – Piotr Orseolo, 23. doża Wenecji, pustelnik, święty katolicki (ur. 928)
- 21 maja – Ludwik V Gnuśny, król zachodniofrankijski, ostatni z dynastii Karolingów (ur. ok. 967)
- 21 lipca – Godfryd I Szara Opończa, hrabia Andegawenii (ur. ok. 935)
- 8 września – Albert de Vermandois  zwany Pobożnym, hrabia Vermandois (ur. między 931 a 934)
- 1 listopada – Harald Sinozębny, król Danii i Norwegii (ur. ok. 911)